# Portsmouth
Portsmouth (/ˈpɔːtsməθ/ⓘ) es una ciudad y autoridad unitaria en el sudeste de Inglaterra, en el Reino Unido. Pertenece al condado ceremonial de Hampshire. Portsmouth, conocida popularmente como Pompey, se extiende sobre la isla de Portsea, frente a la isla de Wight en el canal de la Mancha, que a su vez conforma la ría natural de Portsmouth Harbour, formación geográfica favorable para el refugio y las actividades marítimas que han forjado en parte el carácter histórico y económico de la ciudad. Es parte del área urbana de South Hampshire con Gosport, Fareham, Eastleigh, Southampton y Havant.
Su población, según estimaciones de 2014, se eleva a 209 085 habitantes en su término municipal, y a cerca de 443 000 en el área metropolitana (11.ª más poblada del Reino Unido) que comprende los términos de Fareham, Portchester, Gosport, Havant (que incluye a su vez la aglomeración de Leigh Park), Lee-on-the-Solent, Stubbington y Waterlooville. Es la ciudad de nacimiento del novelista Charles Dickens.

## Ciudad portuaria
Portsmouth dejó de ser un puerto militar hace pocos años pero queda un astillero principal y base para la Marina Real Británica (Royal Navy). Hay un puerto comercial que conecta con el continente para transporte de personas y mercancías. La compañía Brittany Ferries conecta Portsmouth con la ciudad de Santander, concretamente en la Estación Marítima de Santander, que se encuentra frente a los Jardines de Pereda y la sede del Banco de Santander, mediante el ferry Pont Aven, con una frecuencia semanal. Por otro lado, la compañía P&O Ferries ofrece cada 3 días un servicio de ferri entre la ciudad y el Puerto de Bilbao, en Santurce.

## Turismo
La mayoría de las atracciones turísticas de Portsmouth están relacionadas con su historia naval, entre ellas: el museo del Día D y el astillero donde se encuentran los barcos HMS Victory, los restos del Mary Rose, HMS Warrior y el Museo de la Marina Real británica Royal Naval Museum.

## Arquitectura

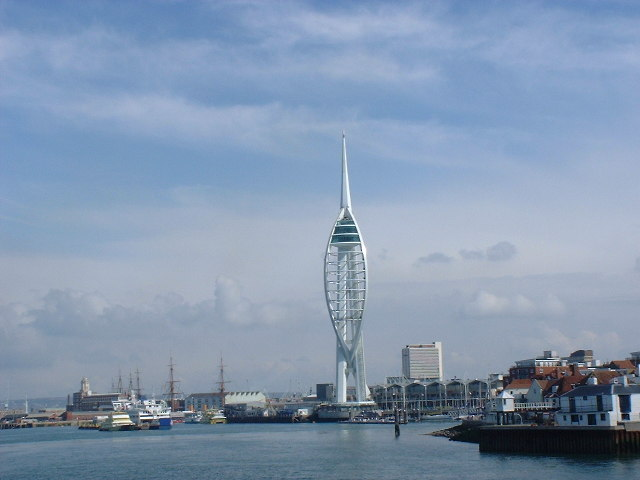
Puerto de Porstmouth y la Spinnaker Tower

En 2005 se completó la construcción de una torre de 165 metros de alto llamada Spinnaker Tower, que permite vistas desde 100, 105, y 110 metros sobre el nivel del mar.
Otra atracción turística incluye el lugar de nacimiento de Charles Dickens, Blue Reef Centre, un zoo marino, Cumberland House, un museo de historia natural, y el castillo Southsea. 
Es de las pocas ciudades británicas que posee dos catedrales: la catedral anglicana de Santo Tomás en Old Portsmouth y la católica de San Juan Evangelista en Edinburgh Road. Esto se debe a que cuando se volvió a permitir a los católicos establecer catedrales en el Reino Unido en el siglo XIX, sólo se les permitió hacerlo en lugares donde no existiera una catedral de la Iglesia de Inglaterra, como en Birmingham, Arundel, Southwark, Westminster y Salford. Esta restricción fue luego abolida como en Liverpool y Bristol. La catedral católica fue consagrada en 1882; años más tarde, en 1926, cuando Portsmouth alcanzó el estatus de ciudad, la iglesia anglicana de San Tomás obtuvo también la categoría de catedral en detrimento de otras iglesias importantes de la ciudad, por su importancia histórica.

## Demografía
Portsmouth, como la mayor ciudad de mayor densidad de población en Reino Unido, es la única ciudad de Reino Unido que excede la densidad de población de Londres. Según el censo del 2011, la ciudad tenía 205 400 residentes. Esto equivale a 5100 personas viviendo en cada kilómetro cuadrado, cifra que es más elevada que el promedio regional de 400 personas por cada kilómetro cuadrado, incluso más que Londres, la cual cuenta 4900 personas por kilómetro cuadrado. Portsmouth incluso solía ser más poblada: según el censo de 1951 Portsmouth contaba con una población de 233 545. En el reverso de esa disminución, la ciudad ha aumentado gradualmente su población desde la década de 1990.
La ciudad es predominantemente blanca en términos de etnia, con 91.8 % de su población que pertenece a este grupo.La larga asociación de Portsmouth con la Armada Real significa que representa una de las ciudades más diversas en términos de los pueblos de las islas británicas. Del mismo modo, algunas de las más grandes y bien establecidas comunidades no blancas tienen sus raíces con la Armada Real, sobre todo más notable en la gran comunidad China, principalmente de Hong Kong Británico.
La gran historia industrial de Portsmouth en apoyo de la Armada Real ha visto algunas personas de las islas británicas ir a Portsmouth para trabajar en fábricas y muelles, el más largo de estos grupos son los irlandeses católicos. Según las estimaciones de 2007, la composición étnica de Portsmouth es la siguiente: 86.5 % británicos blancos, 3.8 % otros blancos, 1.7% chinos, 1.6 % indios, 1.3 % raza mezclada, 1.2 % Bangladés, 1.0 % otro grupo étnico, 0.9 % negros africanos, 0.7 % blancos irlandeses, 0.6 % otros sur-asiáticos, 0.4 % pakistaní, 0.3 % negros caribeños y 0.1 % otros negros.[cita requerida]

## Deportes
Esta ciudad es muy conocida por su club de fútbol Portsmouth FC, denominado popularmente Pompey. Compite en la segunda división del fútbol inglés, la championship y su estadio es el Fratton Park. 